# جنگ‌افزار ضدماهواره

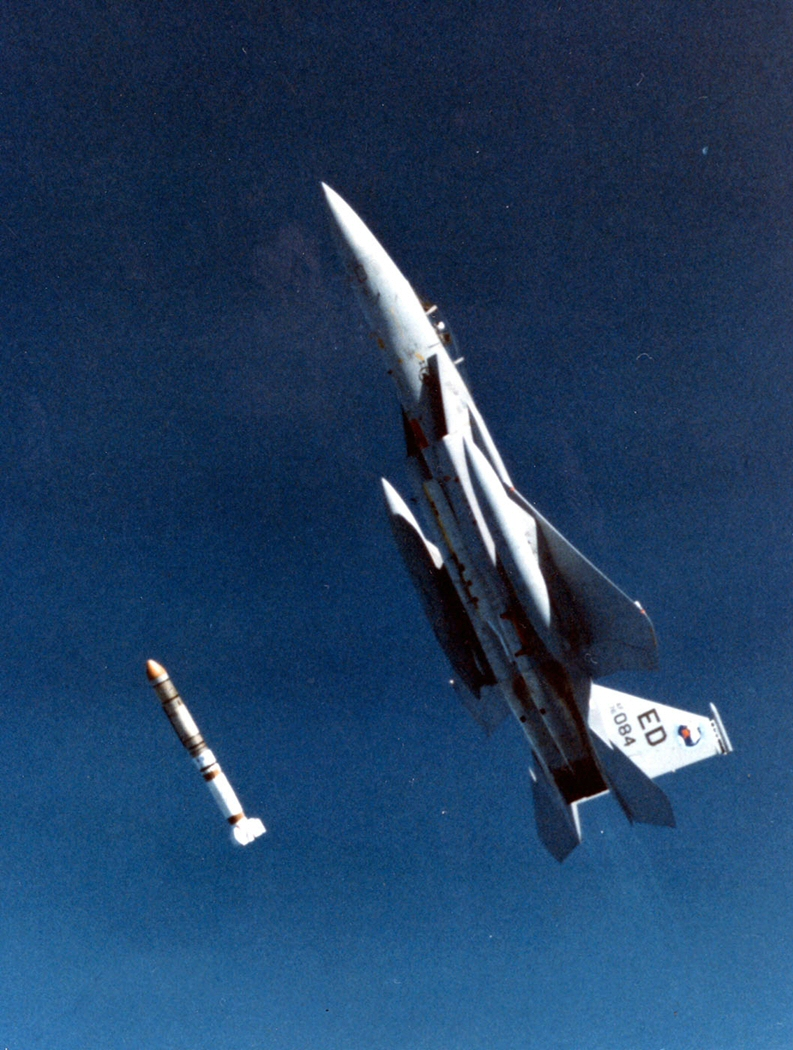
شلیک موشک ضدماهواره از جنگندهٔ آمریکایی اف-۱۵

جنگ‌افزار ضدماهواره جنگ‌افزاری است که برای از کار انداختن یا نابود کردن ماهواره برای مقاصد استراتژیک نظامی به‌کار می‌رود. تاکنون فقط کشورهای ایالات متحده، روسیه، جمهوری خلق چین و هند قادر به ساخت و گسترش این جنگ‌افزارها بوده‌اند.
در ۱۳ سپتامبر ۱۹۸۵ ایالات متحده ماهوارهٔ پی۷۸-۱ خود را به‌وسیلهٔ موشک ضدماهواره ای‌اس‌ام-۱۳۵ آسات نابود کرد. در ۱۱ ژانویهٔ ۲۰۰۷، چین یک ماهواره آب و هوایی قدیمی خود را نابود کرد. یک سال و یک ماه بعد در تاریخ ۲۱ فوریهٔ ۲۰۰۸، ایالات متحده ماهوارهٔ جاسوسی یواس‌ای ۱۹۳ خود را توسط موشک ضدماهوارهٔ ریم-۱۶۱ استاندارد ۳ هدف قرار داد.